# Якупи, Гани

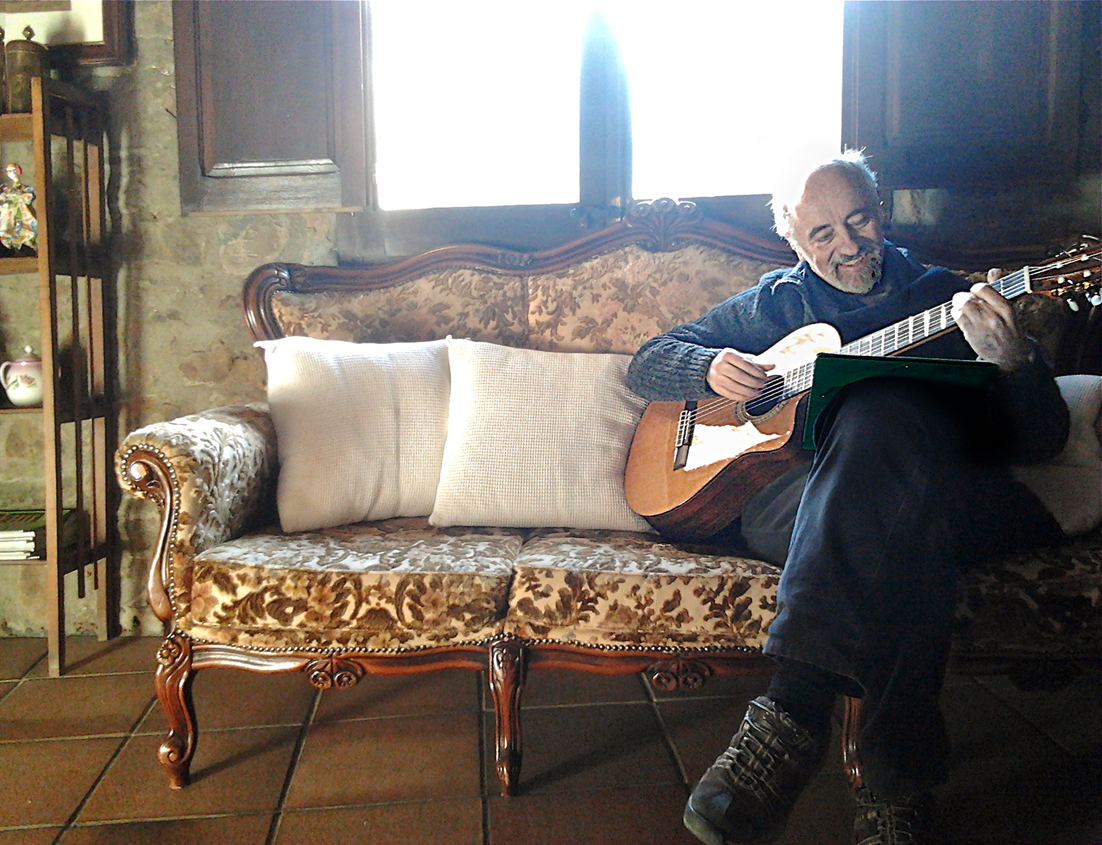

Гани Якупи (Gani Jakupi) — французский и испанский писатель и художник албанского происхождения, автор графических повестей и книг-комиксов.
Родился в Косово в 1956 году.
С 13-летнего возраста писал комиксы, публиковавшиеся в местных газетах.
С начала 1980-х годов жил в Париже, где его комиксы и рисунки печатались в журналах. Подготовил к печати 3-томную серию комиксов «Матадор» с рисунками Юга Лабиано (Hugues Labiano):
- Lune Gitane («Цыганская луна»), 1992 ISBN 2-7234-1399-3
- La Part du feu («Огненная сторона»), 1993 ISBN 2-7234-1601-1
- L’Orgueilleux («Горделивый»), 1994 ISBN 2-7234-1725-5

После завершения работы над «Матадором» уехал в Испанию, в Барселону. Занимался иллюстрациями, дизайном, переводом и журналистикой. Очередная книга, Día de gracia («Богиня грации»), издана в 2001 году в издательстве SIMS.
Затем вышли в свет:
- Le Roi Invisible («Невидимый король»), Futuropolis, 2009 ISBN 978-2-7548-0206-2
- Jour de grace («День милосердия»), художник Марк Н’Гессан, Dupuis, General Public collection, 2010 ISBN 978-2-8001-4650-8
- Les amants de Sylvia («Любовники Сильвии»), Futuropolis, 2010 ISBN 978-2-7548-0304-5 (историческая повесть об убийстве Льва Троцкого).
- La dernière image («Последний образ»), Soleil Productions, Noctambule collection, 2012 ISBN 978-2-302-02062-7
- Retour au Kosovo («Возвращение в Косово»), художник Хорхе Гонсалес, Dupuis, Aire Libre collection, 2014 ISBN 978-2-800-15626-2

Несколько лет работал над книгой «El Comandante Yankee» (Команданте янки). Её героем стал реальный персонаж — американец Уильям Александер Морган, сражавшийся в повстанческой армии Элоя Гутьерреса Менойо, которая параллельно с армией Фиделя Кастро (но независимо от неё) воевала с диктатором Батистой. Книга вышла в 2019 году в издательстве Aire Libre.
Затем был опубликован графический роман (152 стр.):
- Le Serpent à deux têtes («Змея с двумя головами»), Soleil Productions, collection Noctambule, 2022 ISBN 978-2-302-09092-7.

Произведения переведены на итальянский, португальский, польский и албанский языки.